# Čajničko evanđelje
Čajničko evanđelje  ili Čajničko četveroevanđelje je četveroevanđelje iz 15. stoljeća. Pisano je ćirilicom na pergamentu. Po mjestu nalaza Čajniču nazvano je čajničkim.
Pripadao je vlasteoskoj obitelji Rađenovićima, sudeći po zapisima na margini rukopisa. Ukupno gledano jezik je bosanska redakcija starocrkvenoslavenskog jezika.
Dokument osim ćirilićnih sadrži glagoljična slova. Azbučni red s tumačenjima pokazuje da u onodobnoj Bosni glagoljica nije više bila uobičajeno pismo. Uz to i druga evanđelja pokazuje se da su u srednjovjekovnoj Bosni popovi glagoljaši koji su njegovali liturgiju na narodnom jeziku i da su u glagoljaši u Bosni postojali već u 13. stoljeću te da je Katolička crkva u Bosni prisutna i prije franjevaca te da su oni u posvemašnjoj nestašici klera potporu tražili i nalazili u svećenicima glagoljašima. Čajničko je evanđelje jedino povijesno evanđelje iz Bosne koje je do danas sačuvano u Bosni i Hercegovini.
Povjerenstvo za očuvanje nacionalnih spomenika BiH proglasilo ga je krajem travnja 2013. za nacionalni spomenik BiH - pokretno dobro. Čuva se u Muzeju Crkve Uspenja Bogorodice i Crkve Vaznesenja Hristovog u Čajniču.
Glagoljica iz evanđelja ne odgovara onodobnoj hrvatskoj, nego odgovara starijem stanju hrvatske glagoljice. Nedostaje početni i krajnji dio teksta. Primjer je degeneriranoga pisma, glagoljice koja se u 13. stoljeću vjerojatno upotrebljavali u Bosni. Nakon 13. stoljeća razvoj glagoljice u Bosni bio je zaustavljen i neki smatraju da je takva glagoljica služila kao tajnopis.